# عزرا ك. كارلتون
عزرا ك. كارلتون (بالإنجليزية: Ezra C. Carleton) هو سياسي أمريكي، ولد في 6 سبتمبر 1838، وتوفي في 24 يوليو 1911 في الولايات المتحدة. حزبياً، نشط في الحزب الديمقراطي. وقد انتخب عضو مجلس النواب الأمريكي.